# Объедкова, Ванда Семёновна
Ванда Семёновна Объедкова (укр. Ванда Семенівна Об'єдкова; 8 декабря 1930, Мариуполь — 4 апреля 2022, Мариуполь) — украинская еврейка, пережившая Холокост в мариупольских подвалах и скончавшаяся в подвалах этого же города во время российского вторжения на Украину.

## Биография
Ванда Семёновна Объедкова родилась 8 декабря 1930 года в Мариуполе.
Ей было 10 лет, когда в октябре 1941 года город был оккупирован немецкой армией и начались облавы на евреев. Вскоре эсэсовцы пришли в дом семьи и забрали мать Ванды, Марию (Миндель), маленькой девочке удалось избежать ареста, спрятавшись в подвале. 20-21 октября того же года немцы под командованием Генриха Зетцена расстреляли порядка 16 тысяч мариупольских евреев, в том числе мать Объедковой и всю её семью. Позже девочку схватили, но благодаря друзьям семьи ей удалось выдать себя за гречанку и спастись. Затем отец Объедковой, который не был евреем, поместил её в больницу, где девочка и прожила до освобождения Мариуполя в 1943 году советскими войсками.
В 1954 году Объедкова вышла замуж в Жданове, как тогда назывался Мариуполь, в котором провела всю свою жизнь. Последние годы она проживала со своей дочерью Ларисой. В 1998 году Объедкова подробно рассказала фонду «USC Shoah» о своей жизни и пережитом во время Холокоста. Объедкова вместе со своей семьёй активно участвовала в жизни еврейской общины Мариуполя и движения Хабад-Любавич, она любила отмечать еврейские празднества, в том числе — Песах, пользовалась медицинской помощью в местной синагоге.
В 2014 году, в разгар военных действий на востоке Украины, Объедкова с семьёй вместе с еврейской общиной эвакуировались в Житомир, а после прекращения боёв вернулись домой. После начала полномасштабного вторжения России на Украину, в начале марта 2022 года Объедкова вместе с семьёй спустилась в подвал сантехнического магазина по соседству, а их дом сгорел в результате обстрелов со всем имуществом. В пожаре была утрачена и кассета с интервью 1998 года Объедковой о Холокосте. На протяжении семи недель вторжения они страдали от отсутствия электричества и тепла, а также от жажды, поскольку чтобы отправиться за водой, нужно было миновать засевших поблизости снайперов, помимо ежедневных бомбёжек. Объедкова сильно болела и не могла ходить, единственную помощь семье всё это время оказывала синагога, а по словам Ларисы, её мать не могла припомнить ничего подобного даже во время Великой Отечественной войны.

### Смерть
Ванда Семёновна Объедкова умерла 4 апреля 2022 года в возрасте 91 года в подвалах Мариуполя, где 80 лет назад она пряталась от немецкой оккупации. После смерти матери Лариса и её муж, рискуя своими жизнями, похоронили Ванду Объедкову под непрекращающимися обстрелами в мариупольском парке около Азовского моря, а затем эвакуировались из города в безопасное место. О смерти Объедковой стало известно только 20 апреля из сообщения Государственного музея Аушвиц-Биркенау, так как город был занят российскими войсками и полностью отрезан от сообщения с внешним миром. Объедкова стала вторым гражданином Украины, пережившим немецкую оккупацию и умершим в ходе российского вторжения, после Бориса Романченко; её смерть и жизнь привлекли большое внимание со стороны мировой прессы.
Ванда Семёновна пережила невероятные ужасы. Она была доброй, радостной женщиной, особым человеком, который навсегда останется в наших сердцах.Мендель Коэн, раввин Мариуполя.